# Arawacus aethesa
Arawacus aethesa là một loài bướm ngày thuộc họ Bướm xanh. Đây là loài đặc hữu của Brasil.